# 百船町
百船町（ももふねちょう）は愛知県名古屋市中川区にある町名。丁番を持たない単独町名である。住居表示実施済み。

## 地理
愛知県名古屋市中川区の北東部に位置し、東に運河町、西に九重町、南に福住町、北に中村区下米野町と中村区長戸井町に接する。

## 歴史

### 沿革
- 1933年（昭和8年）4月10日 - 中区米野町の一部により、同区百船町が成立[5]。
- 1937年（昭和12年）10月1日 - 中村区編入により、同区百船町となる[5]。
- 1944年（昭和19年）2月11日 - 中川区編入により、同区百船町となる[5]。
- 1973年（昭和48年）11月10日 - 中川区運河通の一部を編入する[5]。

## 世帯数と人口
2019年（平成31年）2月1日現在の世帯数と人口は以下の通りである。
| 町丁   | 世帯数  | 人口  |
| ------ | ------- | ----- |
| 百船町 | 333世帯 | 585人 |

## 学区
市立小・中学校に通う場合、学校等は以下の通りとなる。また、公立高等学校に通う場合の学区は以下の通りとなる。
| 番・番地等 | 小学校               | 中学校               | 高等学校 |
| ---------- | -------------------- | -------------------- | -------- |
| 全域       | 名古屋市立愛知小学校 | 名古屋市立長良中学校 | 尾張学区 |

## 交通
- 名古屋高速5号万場線
  - 黄金出入口
- 大須通（名古屋市道愛知名駅南線）

## その他

### 日本郵便
- 郵便番号 : 454-0801[2]（集配局：中川郵便局[8]）。